# Kidnapping by Indians
Kidnapping by Indians è un cortometraggio muto western britannico del 1899, realizzato dalla società cinematografica Mitchell e Kenyon, girato a Blackburn, in Inghilterra. Si crede che sia il primo film western, precede di quattro anni The Great Train Robbery di Edwin S. Porter.

## Trama
Due ragazze in un campo vengono attaccati da un gruppo di indiani (l'esatta etnia non é chiara in quanto i costumi non sono riconducibili a tribu conosciute) che danno fuoco al loro accampamento. Le ragazze vengono salvate da un gruppo di cowboy che mettono in fuga gli assalitori.